# Crème (huidsmeersel)

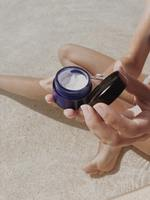
Crème in een potje

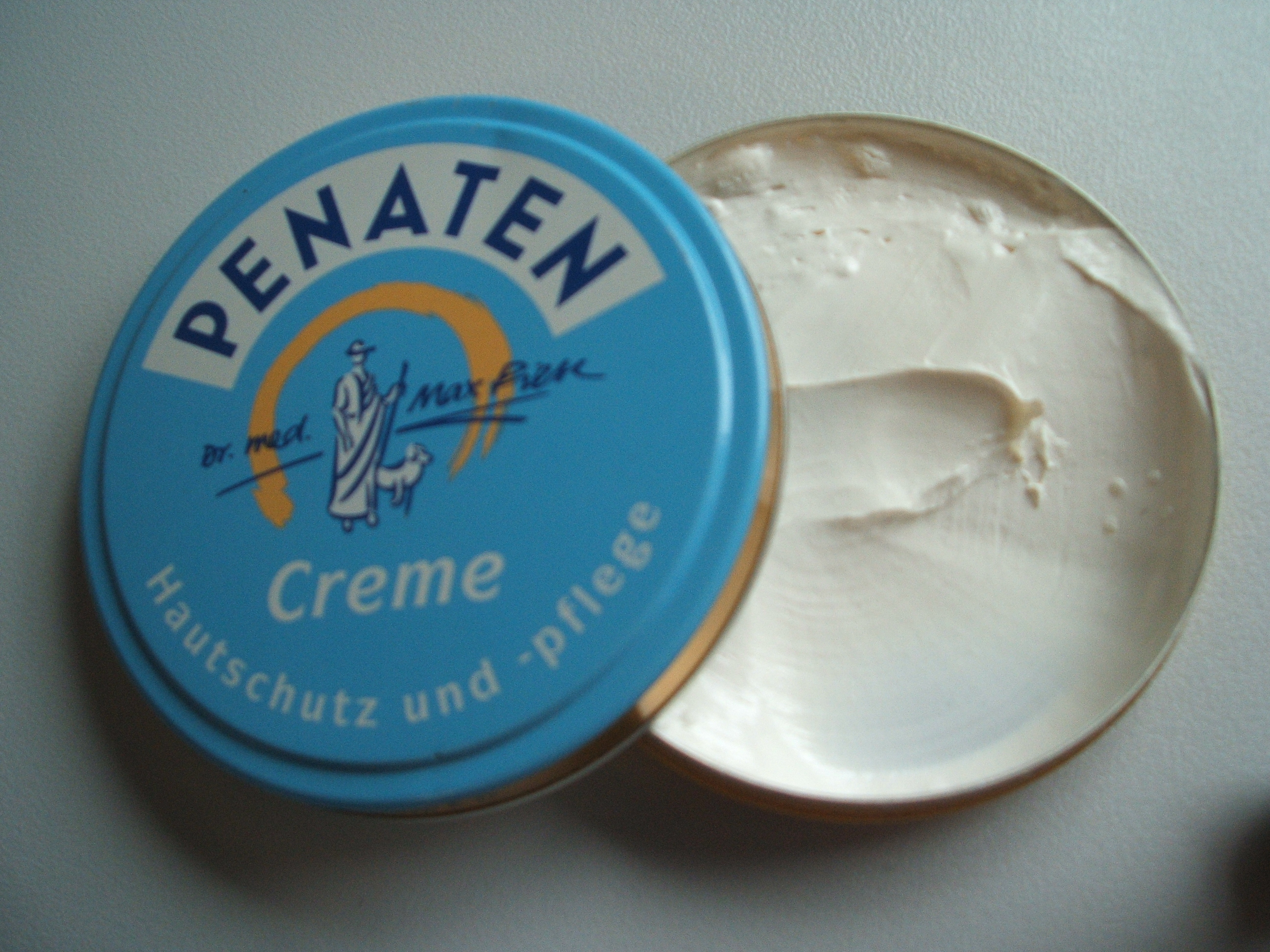
Cosmetische handcrème op basis van glycerine

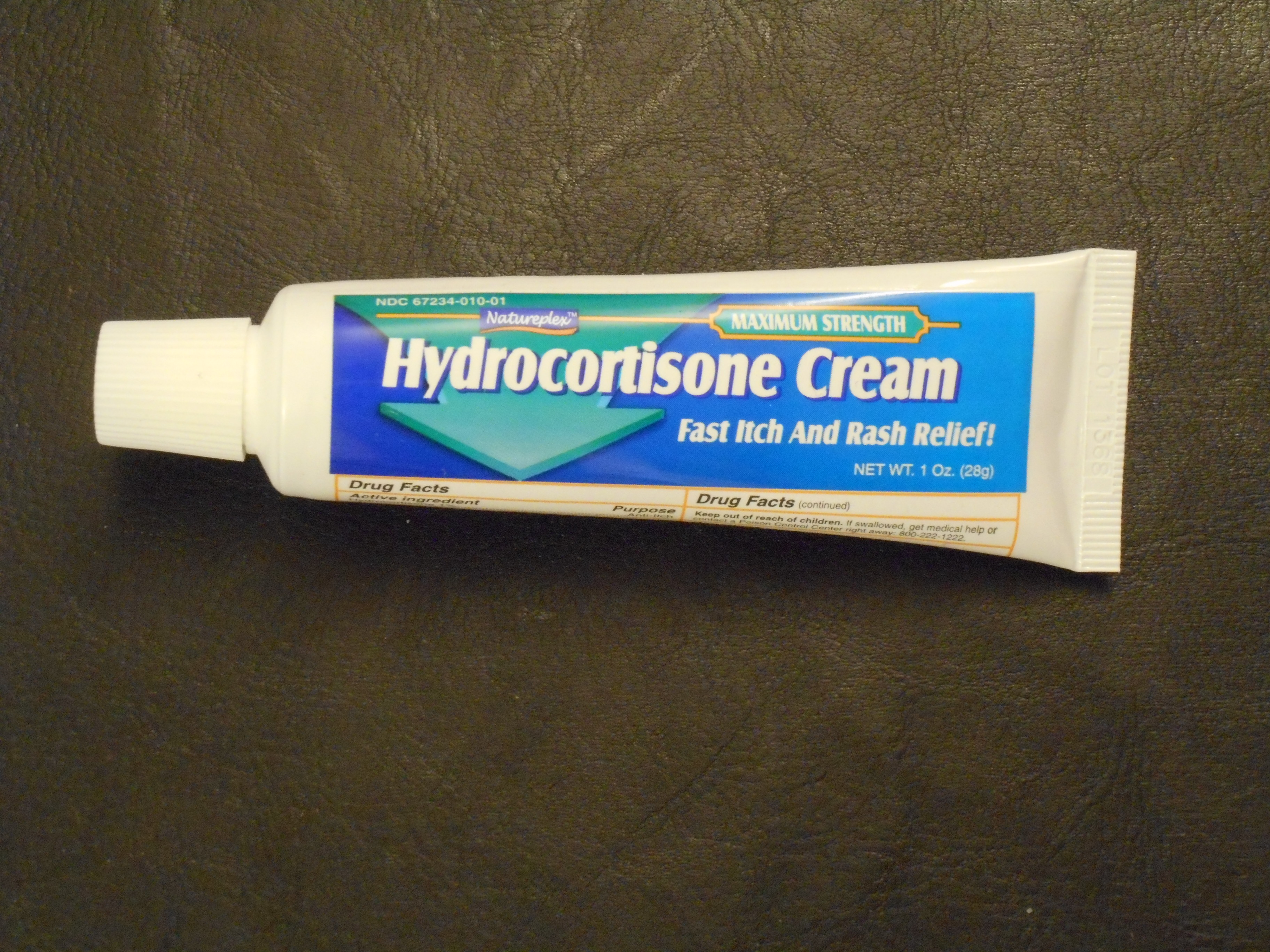
Medicinale corticosteroidencrème

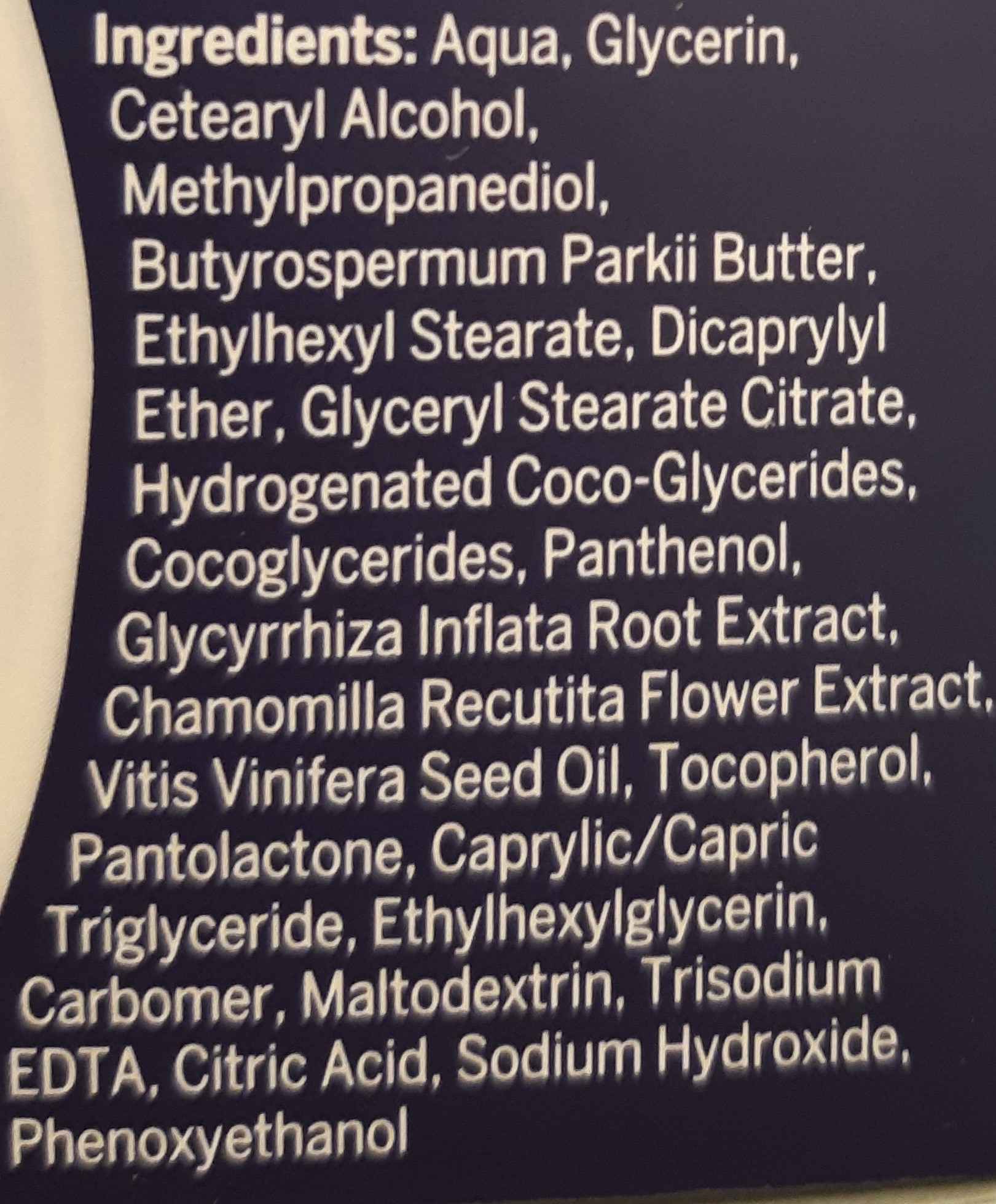
Ingrediëntenlijst cosmetische nachtcrème

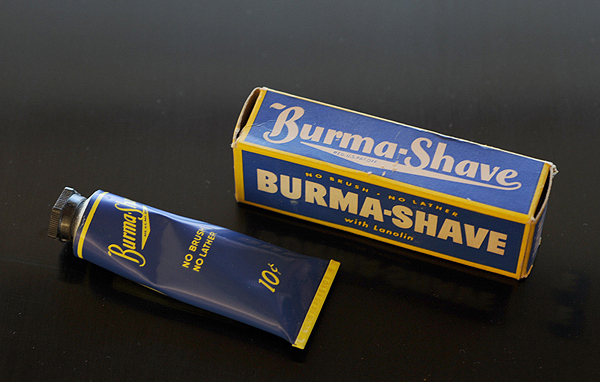
Scheercrème

Een crème (Latijn: cremor) is een emulsie van water en vetstoffen die in de geneeskunde en daarnaast als cosmetica op de huid wordt aangebracht. De hoofdfunctie van elke crème is het vormen van een barrière om de huid te beschermen of af te dekken. Een (body-)milk is een crème waaraan meer water is toegevoegd zodat deze vloeibaar wordt.

## Samenstelling
Een crème bestaat altijd uit een vet- en waterfase. Om beide fasen te emulgeren wordt er een emulgator zoals polysorbaat 20 of sorbitaan aan de crème toegevoegd. De gebruikte emulgator is bepalend voor het onderscheid tussen een hydrofiele crème (een olie-in-water-emulsie, O/W-crème) en een hydrofobe crème (een water-in-olie-emulsie, W/O-crème). Een huidproduct dat uit slechts een fase bestaat (bijvoorbeeld alleen vette bestanddelen) heet een zalf. Een lotion is geen variant van een crème aangezien die op basis van alcohol of water is samengesteld en vetstoffen mist.

## Toepassingen
Crèmes worden gebruikt in de cosmetica en in de geneeskunde voor verschillende doeleinden. Geneeskundige of medicinale crèmes bevatten vaak additieven die bedoeld zijn om de genezing te ondersteunen of bewerkstelligen. De additieven zijn dan hormonen, corticosteroiden of antibiotica. Deze kunnen hun werking dan door opname door de huid bewerkstelligen. In de cosmetica is het niet toegestaan om dergelijke stoffen toe te voegen. Cosmetische crèmes mogen geen bestanddelen bevatten die door de huid worden opgenomen en mag deze enkel als een film bedekken ter bescherming tegen externe invloeden. Additieven van een cosmetische crème buiten de stoffen die houdbaarheid en samenstelling bevorderen zijn enkel kleurstoffen of reukstoffen of uv-filters tegen zonnestraling, zoals toegepast in zonnebrandcrème.

### Geneeskundige crèmes
In de geneeskunde worden crèmes gebruikt om:
- de huid te ondersteunen bij het herstel na beschadiging als schaafwonden, snijwonden of brandwonden.
- geneeskrachtige toegevoegde stoffen door de huid te laten opnemen als corticosteroïden, antibiotica, hormonen en antischimmelmiddelen.
- om bij een huidprobleem als psoriasis of allergie de huid soepel te houden en uitdroging tegen te gaan[1]

### Cosmetische crèmes
In de cosmetica worden crèmes gebruikt om:
- de huid te reinigen van aangebrachte make up en oppervlakkig stof of vuil. Hiervoor worden vaak vrij vloeibare reinigingscrèmes gebruikt die na aanbrengen met een watje weer verwijderd worden.
- de huid te beschermen tegen invloeden van buitenaf, bijvoorbeeld een zonnebrandcrème of een dagcrème of nachtcrème. De laatste twee verschillen niet echt, een nachtcrème is soms wat vettiger en een dagcreme kan een uv-filter bevatten. Smeren van deze crèmes voorkomt geen veroudering maar kan beschermen tegen huiduitdroging.
- de huid er beter te doen uitzien, bijvoorbeeld via een kleurcrème hoewel tegenwoordig hiervoor vaker een spray-tan gebruikt wordt waar een emulsie mee op de huid wordt gesproeid.
- de huid te koelen: de zogenaamde "cold creams" , er wordt een pseudo-emulgator (bijvoorbeeld walschot) aan de twee fasen toegevoegd, hierdoor zal de crème wanneer men deze op de huid aanbrengt uiteenvallen en een verkoelend effect geven omdat de waterfase verdampt.[2]
- de huid te beschermen tijdens het scheren, de zogenaamde scheercrème. Bij nat scheren zorgt de aangebrachte crème er voor dat het scheermesje minder dicht op de huid zit en daardoor er minder huidbeschadiging optreedt.
- de huid te bleken: de zogenaamde "bleaching creams", deze bevatten chemicalieën die de produktie van het huidpigment melanine remt. Deze crèmes zijn in diverse landen niet toegestaan vanwege de bijeffecten. Deze worden gebruikt door mensen met een donkere huid om een lichtere complexie te krijgen.[3] Ook worden ze gebruikt om sproeten of grote moedervlekken te doen verdwijnen of verminderen.